# Joseph Simon Gallieni
Joseph Simon Gallieni (Saint-Béat, 24 aprile 1849 – Versailles, 27 maggio 1916) è stato un generale francese, comandante nelle colonie e successivamente nella prima guerra mondiale.
Brillante ufficiale coloniale, appartenente alla fanteria di marina, passò poi alle truppe coloniali. Compì una brillante carriera divenendo Governatore Generale del Madagascar, comandante della 5ª Armata, membro del Consiglio Superiore di guerra, Ministro della Guerra e Governatore Militare di Parigi durante la prima guerra mondiale. Nel 1921 venne elevato postumo al rango di Maresciallo di Francia.

## Biografia

### I primi passi della carriera militare
Nato a Saint-Béat nella Haute-Garonne, il 24 aprile 1849, figlio di un ufficiale di fanteria di origine italiana. Dopo gli studi al Prytanée national militaire a La Flèche fu ammesso all'École spéciale militaire de Saint-Cyr nel 1868. Il 15 luglio 1870 venne nominato sottotenente della Fanteria di Marina (Infanterie de marine). Durante la guerra franco-prussiana nel 1870-71 militò nelle file del 3º Reggimento di Fanteria di Marina. Si distinse particolarmente durante la battaglia di Bazeilles, nei ranghi della Brigata Martin des Palières della famosa Division Bleue. Il 1º settembre finì prigioniero, con tutta l'armata, dopo la battaglia di Sedan, e fu inviato in prigionia in Germania. Rientrò in Francia il'11 marzo 1871. Venne promosso tenente del 2º Reggimento di Fanteria di Marina il 25 aprile 1873, ed inviato sull'isola di La Réunion, dove incominciò la sua carriera di ufficiale coloniale.
L'11 dicembre 1876 viene assegnato ai fucilieri senegalesi (tirailleurs sénégalais) e si imbarcò il giorno 20 per Dakar, nell'Africa nera (Afrique noire), dove partecipa a diverse spedizioni militari ed esplorative. Promosso al grado di capitano nel 1878. Il 30 gennaio 1880 compie un viaggio esplorativo in barca, di circa 100 km, da St. Louis a Richard-Toll sul fiume Senegal. Il 29 marzo arriva a Bafoulabé, nel Mali, dove conclude un trattato con alcuni capi locali e stabilisce il protettorato della Francia sulla zona. Nel 1881, in Niger, negozia con il Sultano Ahmadou il trattato di Nango accordando alla Francia il commercio nell'alto Niger.
Dopo il suo ritorno in Martinica, nel 1886, viene nominato tenente colonnello, ricevendo sei mesi più tardi, il 20 dicembre, il comando superiore dell'Haut-Fleuve (Senegal), nel Sudan francese (oggi il Mali). Ottiene dei successi a spese del sultano Ahmadou (1887) e fa firmare a Samory Touré, Imperatore del Wassoulou, un trattato con cui abbandonava la riva sinistra del fiume Niger. Durante questo comando represse duramente un'insurrezione degli indigeni.
Di ritorno in Francia, è promosso colonnello l'11 marzo 1891, Capo di Stato Maggiore del corpo d'armata della Marina con brevetto di Stato Maggiore riportante la menzione "molto bene" (très bien). Dal 1892 al 1896 è in missione in Tonchino, nell'Indocina francese, dove comandò la 2ª Divisione militare del territorio. Lottò contro i pirati cinesi, consolidando la presenza francese ed organizzando l'amministrazione del paese. Il suo principale collaboratore fu l'allora comandante Lyautey.

### Governatore Generale del Madagascar (1896-1905)
Promosso generale di brigata, fu inviato nel 1896 in Madagascar in qualità di Governatore Generale. Giunse ad Antananarivo il 15 settembre. Ai metodi diplomatici del suo predecessore, Hippolyte Laroche, preferì metodi più autoritari. Il 6 novembre 1896 estese il codice dell'Indigenato del 1877 anche al Madagascar. Questo Codice sanciva la separazione e la subalternità della popolazione malgascia rispetto ai coloni francesi impedendo i matrimoni e obbligando i malgasci ad apprendere la lingua francese. Si provvide inoltre a eliminare la forte influenza culturale inglese rappresentata principalmente dai missionari. Gallieni impose alla regina Ranavalona III di abrogare tutte le disposizioni che concedevano terreni ai missionari inglesi comprese scuole e chiese mettendo i religiosi in condizione di doversene andare. Solo  quattro di essi, già molto anziani, decisero di restare. Gallieni sintetizzò così il suo programma politico:
(Joseph Simon Gallieni)
La corte reale, centro di resistenza nazionale contro l'occupazione francese, pochi anni dopo fu eliminata. Due ministri, di cui era noto il nazionalismo, furono condotti davanti a un tribunale, sommariamente processati e giustiziati. Il Primo ministro Rainilaiarivony fu destituito e esiliato. La stessa nuova regina, Ranavalona III, colta a tenere corrispondenza con gli oppositori della colonizzazione, perse il trono e fu esiliata ad Algeri. In otto anni di governo Gallieni pacificò il Madagascar e favorì l'arrivo di coloni dalla Francia con tutta una serie di facilitazioni nell'acquisire terre e l'istituzione di una commissione che indirizzava la scelta dei coloni sulla base delle attività che si intendevano sviluppare.
Secondo il generale Gallieni, l'azione militare doveva essere accompagnata da aiuti ai popoli colonizzati nei diversi domini, in particolare nel campo dell'amministrazione, dell'economia e dell'insegnamento. Inoltre necessitava di un costante contatto con gli abitanti e di una perfetta conoscenza del paese e della sua lingua. Sotto l'impulso di Gallieni, furono costruite numerose infrastrutture come ferrovie, strade e collegamenti per il telegrafo.
Inoltre fu avviato il progetto del Canal des Pangalanes che sfruttando una serie di laghi naturali e di corsi d'acqua presenti sulla costa orientale permetteva il collegamento fluviale tra Ivondro e Andevoranto.
Il 17 dicembre 1905 fu sostituito dal nuovo Governatore generale Victor Augagneur. Il 9 agosto 1899 viene promosso generale di divisione. Al suo ritorno in Francia, nel 1905, dedica la sua carriera a preparare la rivincita sui tedeschi, la cosiddetta Revanche. Governatore Militare di Lione, comandante del 14º Corpo d'Armata, Gran Croce della Legion d'Onore il 6 novembre 1905.
Entra nel Consiglio Superiore di guerra il 7 agosto 1908 ed assume anche la presidenza del Comitato Consultivo di Difesa delle Colonie (Comité consultatif de défense des colonies). Candidato al comando dell'esercito francese nel 1911, Gallieni rinunciò in favore di Joseph Joffre, giustificandosi con l'età avanzata e la cattiva salute. Nello stesso anno assunse il comando della 5ª Armata, entrando contemporaneamente a far parte del Consiglio Superiore di Guerra (Conseil supérieur de la guerre). Durante le sedute del Consiglio tenutesi nell'ottobre 1913 e nel marzo 1914 chiese, inutilmente, che fosse costituita la specialità dell'artiglieria da campagna pesante, sostenendo che in caso di guerra le armate francesi si sarebbero trovate in inferiorità contro l'esercito tedesco.

### La prima guerra mondiale
Il 24 aprile 1914 fu posto a riposo per raggiunti limiti d'età, sostituito dal generale Charles Lanrezac alla testa della 5ª Armata, che costituiva l'ala sinistra del gruppo di armate francesi dell'est, e nel Consiglio Superiore di Guerra (Conseil supérieur de la guerre). Dopo il pensionamento si ritirò a Saint Raphaël per un periodo di riposo, quando il 1º agosto venne raggiunto da un telegramma del Ministro della Guerra che lo pregava con estrema urgenza di rientrare a Parigi. Arrivato a Parigi il giorno 2 fu ricevuto dal generale Joffre che gli diede una lettera, controfirmata dal Ministro della Guerra Adolphe Messimy, con cui in caso in cui il Capo di Stato Maggiore fosse stato impedito a svolgere le sue funzioni, egli lo avrebbe sostituito. In realtà i suoi rapporti con Joffre, per stessa ammissione di Gallieni, non erano buoni dai tempi del Madagascar.
Visto lo sfavorevole andamento delle operazioni dell'esercito francese il 26 agosto, poco prima della prima battaglia della Marna, il governo lo nominò Governatore Militare del campo trincerato di Parigi e comandante della neocostituita Armée de Paris posta a difesa della capitale. La prima cosa che Gallieni fece, dopo aver assunto l'incarico, fu di richiedere al Ministro della Guerra l'invio di almeno tre Corpi d'Armata con cui poter eventualmente difendere Parigi. Il Ministro della Guerra inviò un telegramma a Joffre, con cui gli ordinò di ottemperare a tale richiesta senza perdere tempo. Per eseguire tale ordine Joffre sciolse l'Armee d'Alsace del generale Pau, inviando le truppe a costituire la nuova VI Armata, posta agli ordini del generale Maunoury, che doveva contribuire a difendere la capitale. Grazie alla sua intuizione le forze francesi fermarono le truppe tedesche sulla Marna, bloccando definitivamente l'avanzata tedesca. Dopo la Prima battaglia della Marna Gallieni venne sostituito dal generale Maunoury, come governatore di Parigi.
Nell'ottobre 1915 assunse la carica di Ministro della Guerra nel quinto governo di Aristide Briand. Entrato in aperto conflitto con Joffre, cui rimproverava gli errori commessi a Verdun, fu costretto a dimettersi da Briand. Per problemi di salute si ritirò definitivamente a vita privata nel marzo 1916. Morì il 27 maggio 1916 per complicazioni seguenti ad un intervento chirurgico eseguito in una clinica di Versailles. Dopo i funerali di stato, e conformemente alle sue ultime volontà, venne seppellito nel cimitero di Saint-Raphaël, nel dipartimento del Var. Per i suoi meriti gli fu concesso il titolo postumo di Maresciallo di Francia, il 7 maggio 1921.

## Opere
- Mémoires du Général Gallieni. Défense de Paris 21 Août -11 Septembre 1914. Payot et Cie, Boulevard Saint-Germain 106, Paris, 1920.
- Mission d'exploration du Haut-Niger en 1879-1881
- Deux campagnes au Soudan français en 1886-1888, Paris: Hachette, 1971 (extrait du Tour du monde 1506-1512, 1889, p. 305-416 e Tour du monde 1531-1537, 1890, p. 289-400)
- Une colonne dans le Soudan français (1886-1887), Paris: L. Baudouin, 1888 (extraits du Journal des sciences militaires, 1887)
- Trois colonnes au Tonkin
- La Pacification de Madagascar
- Madagascar de 1896 à 1905, Tananarive : Impr. officielle, s. d., 2 vol. (rapport)
- Les Carnets de Gallieni, pubblicato a cura di suo figlio Gaëtan Gallieni, con note di Pierre-Barthélemy Gheusi, Paris, Albin Michel, éditeur, 1932